# Castello della Fava
Il castello della Fava è un edificio fortificato di epoca medievale situato presso il comune di Posada, in provincia di Nuoro.

## Storia
Si trova all'interno del paese, su una piccola collina di calcare che domina la valle del fiume Posada. Si ipotizza che il castello fosse già in piedi nel XIII secolo.
Fu dimora dei re (chiamati "giudici") di Gallura e di Eleonora d'Arborea, regina del giudicato di Arborea.
Con la morte di Nino Visconti, ultimo re di Gallura, all'inizio del XIV secolo passò alla repubblica di Pisa, per poi essere conquistato dagli aragonesi durante la conquista della Sardegna. Fu occupato per poco tempo dagli arborensi nel corso della lunga guerra sardo-catalana.
Del castello rimangono i resti delle mura e il torrione a pianta quadrata, con la terrazza protetta da un muretto merlato, e una serie di cisterne d'acqua in buono stato di conservazione.
Il suo nome (in sardo Casteddu de sa Fae) deriverebbe da un'antica leggenda secondo la quale intorno al 1300 una flotta musulmana tentò di conquistare Posada sfinendo gli abitanti per fame. A quel punto, il popolo avrebbe dato le ultime fave ad un piccione. I musulmani, trovato il piccione morto e pieno di fave, avrebbero di conseguenza sopravvalutato le scorte di cibo del castello, decidendo quindi di allontanarsi.

## Galleria d'immagini

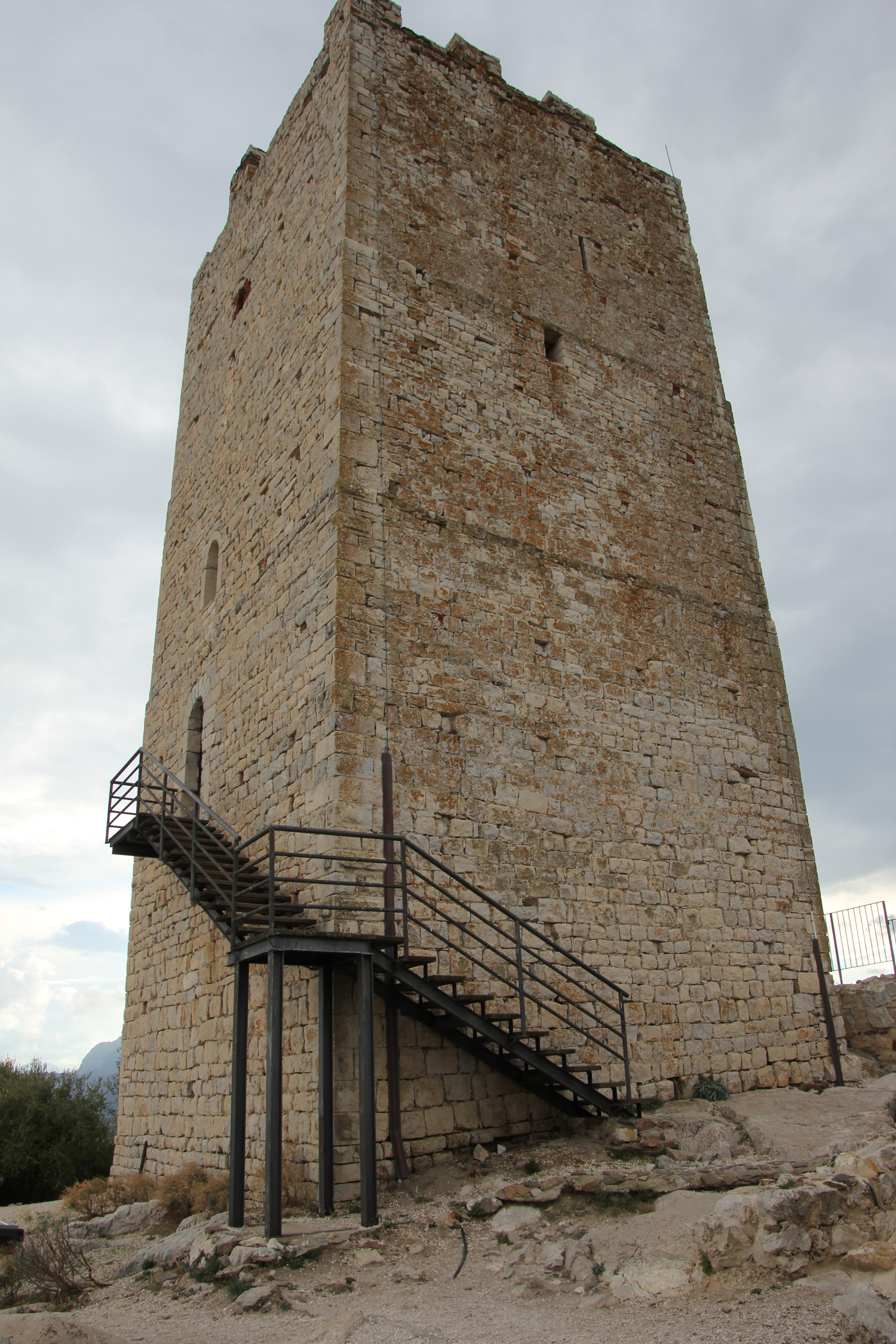
La torre
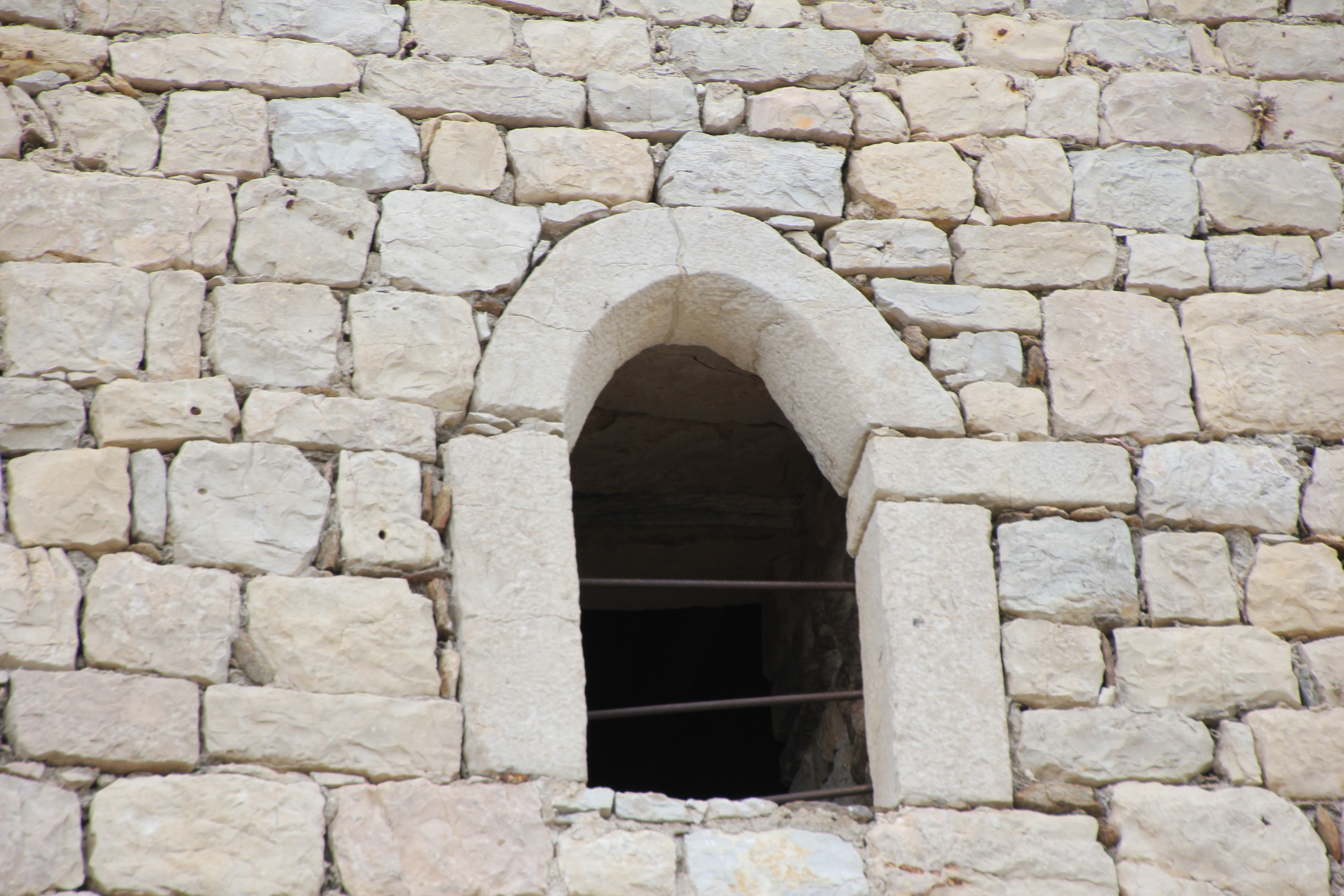
Particolare
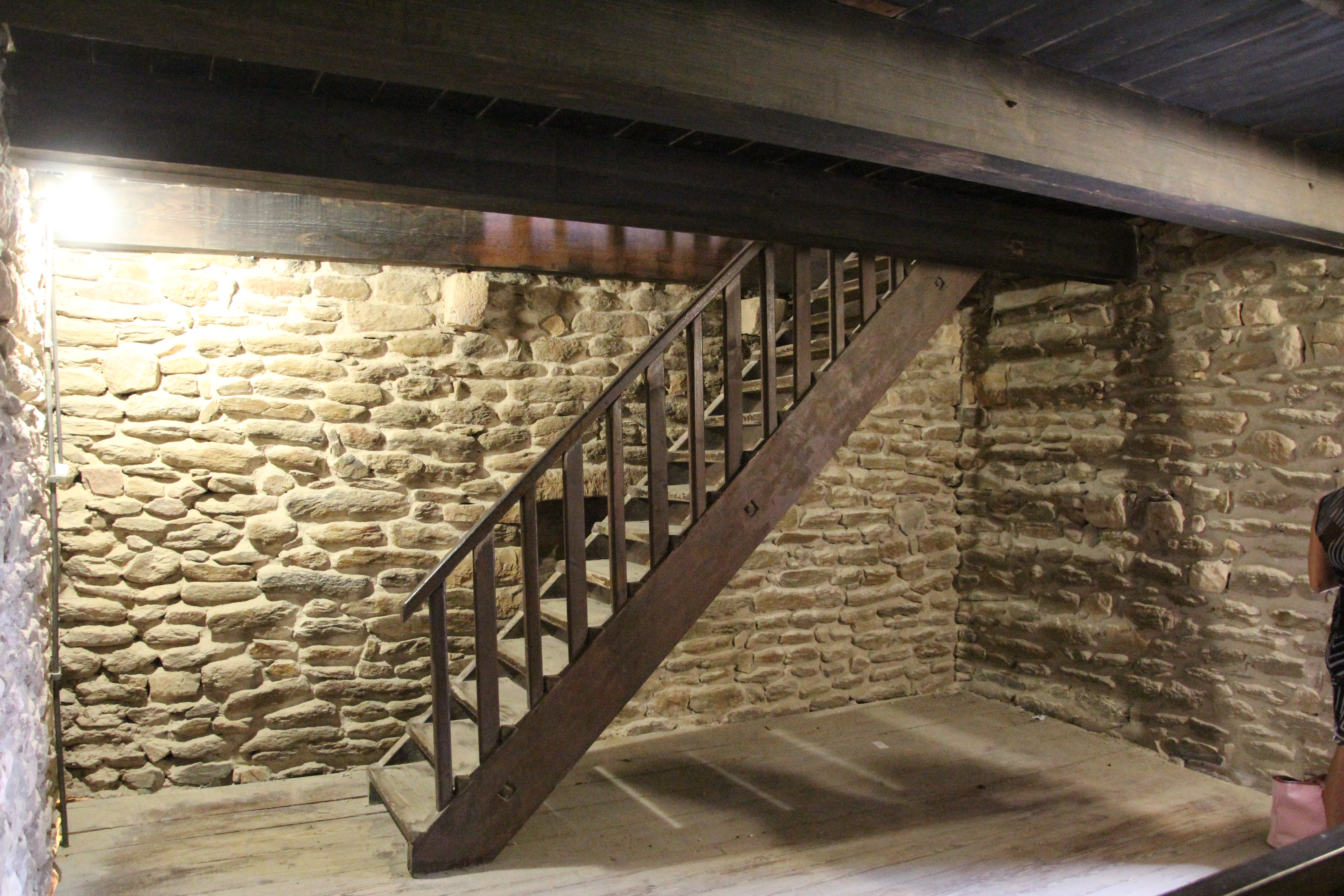
Interni
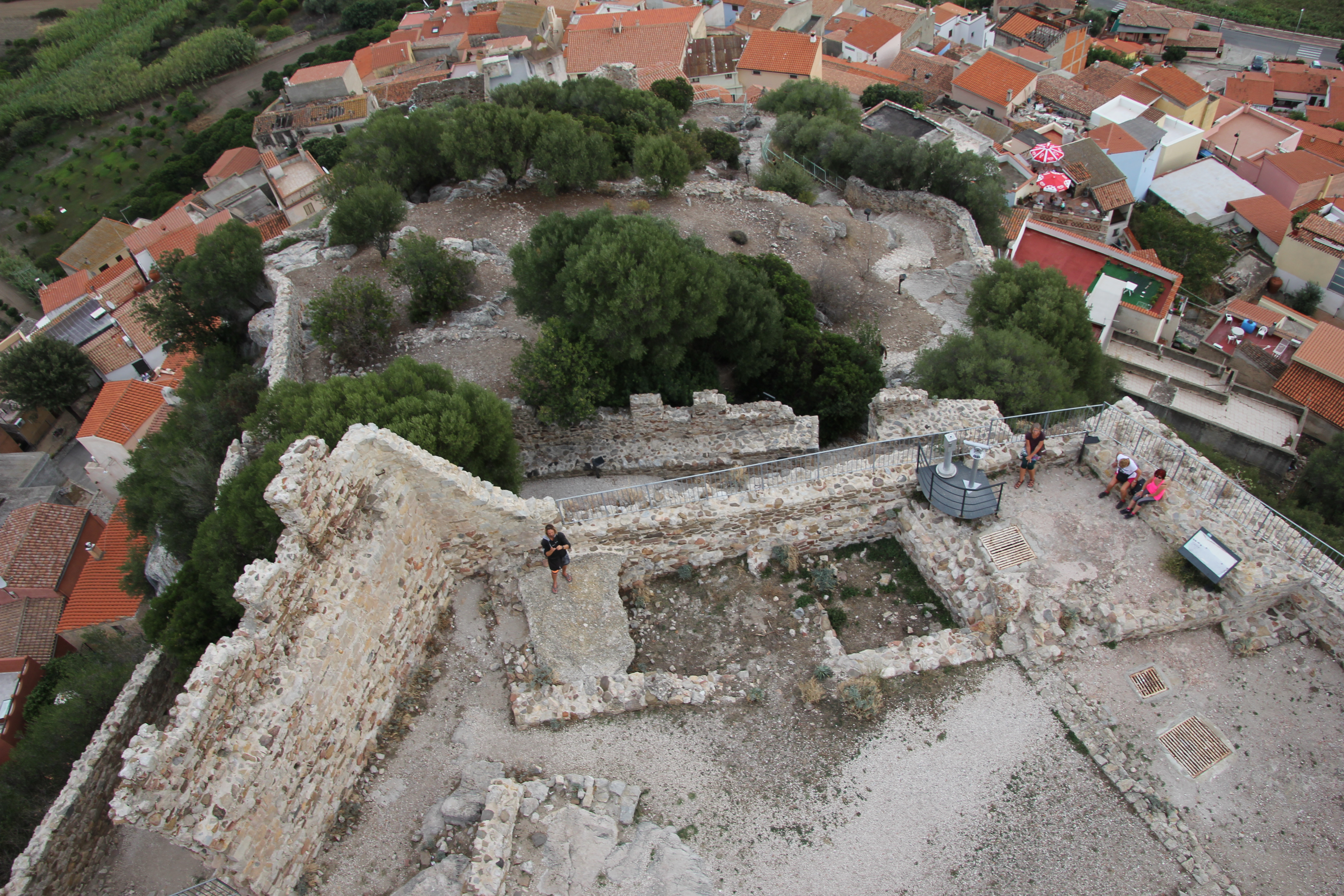
Veduta dalla torre
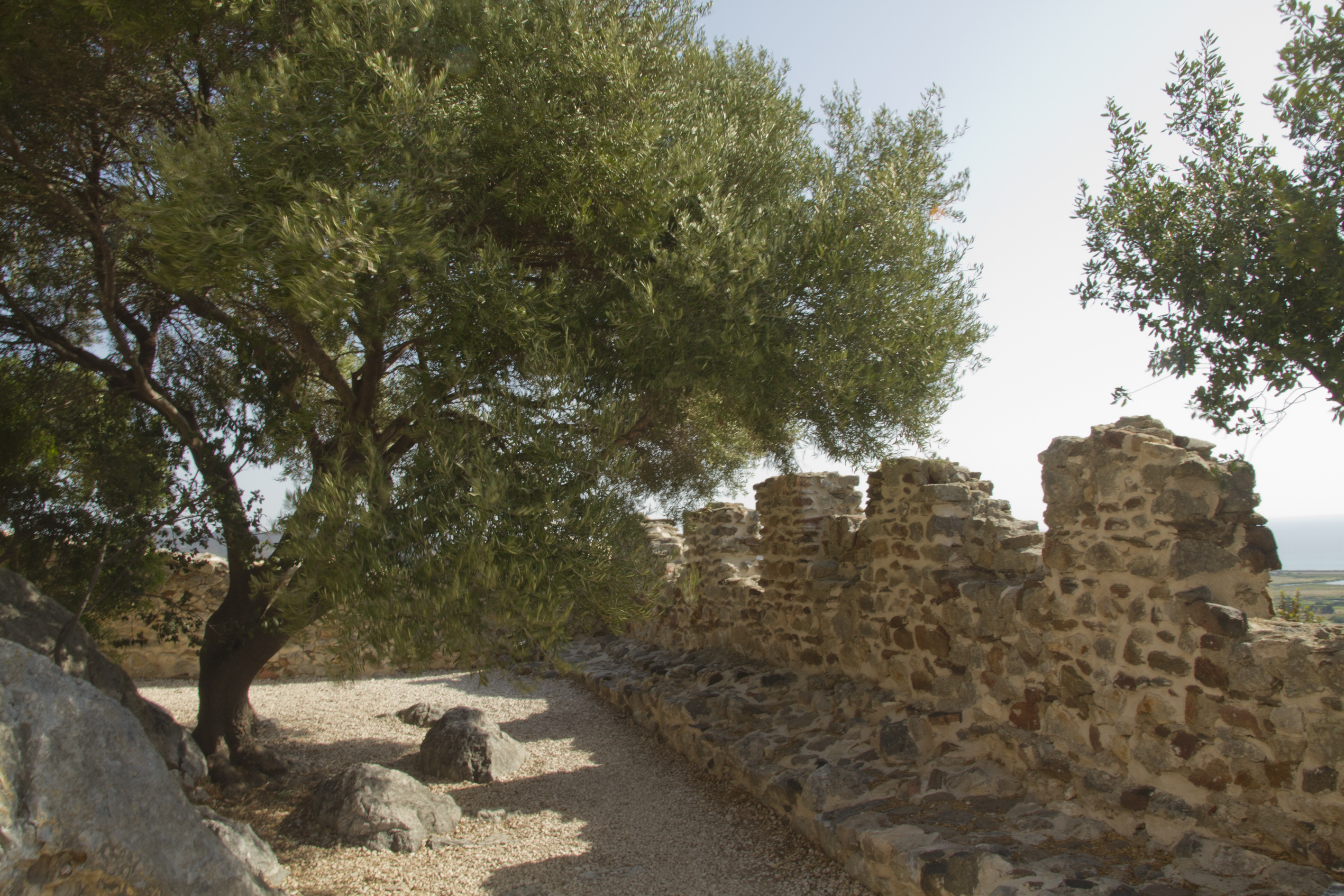